# Handskbox

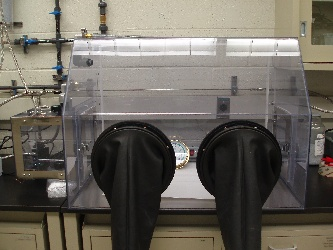
Handskbox av plast med handskarna ut-och-in

Handskbox är en låda försedd med fastsatta handskar för att tillåta arbete i förändrad atmosfär, till exempel utan syre, eller där man vill undvika att ämnen sprids i luften, till exempel giftiga eller radioaktiva kemikalier.